# Pueblo protoindoeuropeo

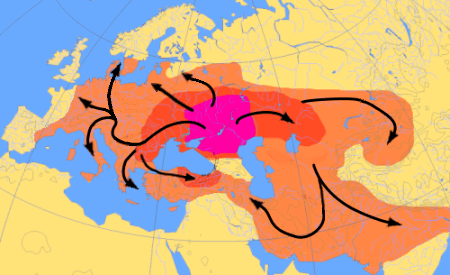
Resumen de la propuesta de expansión de pueblos indoeuropeos, entre el 4000 a. C. y el 1000 a. C., conforme a la hipótesis de los kurganes.

 El término protoindoeuropeo se refiere a los individuos pertenecientes a una hipotética etnia o grupo de etnias de la Edad del Cobre y la primera Edad del Bronce. Los protoindoeuropeos probablemente vivieron durante el Neolítico tardío, o aproximadamente en el milenio iv a. C. La erudición convencional los ubica en la zona de estepa póntico-caspio en Eurasia (actual Ucrania y el sur de Rusia), que se supone que hablaban variantes del idioma protoindoeuropeo y compartían una cultura material y patrones culturales similares.
La cultura protoindoeuropea alcanzó ciertas ventajas sobre otros pueblos, como la ganadería equina, el carro o la agricultura del trigo, y sus descendientes se fueron expandiendo por casi toda Europa y parte de Asia durante 2 o 3 milenios hasta abarcar el espacio entre el círculo polar ártico, el sur de Portugal y la India. Estos pueblos se expresaban en una lengua de la que descienden las que se hablan hoy en la mayor parte de Europa, Irán e India, incluyendo lenguas muertas como el latín, el griego clásico, el sánscrito o el hitita, conocidas todas ellas como lenguas indoeuropeas.
La falta de escritura durante el período protoindoeuropeo ha privado a los historiadores de datos fehacientes, pero algunos arqueólogos, como Marija Gimbutas, aventuran la hipótesis de los kurganes, según la cual el tronco común a las culturas indoeuropeas sería un conjunto de gentes seminómadas que encontró sus fundamentos materiales en el caballo, la rueda, el desarrollo del metal, la agricultura y la ganadería. La hipótesis de los kurganes igualmente apunta a que arqueológicamente se puedea identificar a algunos de los hablantes de protoindoeuropeo con la cultura Yamna.
Entre las características culturales comunes a los protoindoeuropeos se halla una religión común politeísta con varios dioses celestiales. Posiblemente poseyeran algunas ventajas tecnológicas que les permitieron expandirse a costa de otros pueblos, aunque algunos autores argumentan sobre una base arqueológica que la expansión fue pacífica.
La cultura comparada permite conjeturar que poseían tradición poética, que usaron para cantar las hazañas de sus dioses y héroes que parece ser antiquísima. La cultura indoeuropea parece constituir la raíz de la civilización europea antigua, así como de la civilización indoirania antigua.

## Historia del concepto
El término lenguas indoeuropeas engloba a un grupo de lenguas emparentadas filogenéticamente que derivan de la protolengua común, llamada protoindoeuropeo hablada hacia el milenio iv a. C. El parentesco y la idea de que dichas lenguas procedían de una fuente común fue reconocido ya por William Jones en el siglo XVIII. Durante el siglo XIX diversos filólogos iniciaron el estudio comparado de las lenguas indoeuropeas, desarrollando el método comparativo que permitió reconstruir ciertos aspectos de la lengua original.
En conexión con el trabajo estrictamente lingüístico, durante el mismo siglo XIX se empezó a especular sobre el pueblo o pueblos originarios que hablaron el protoindoeuropeo. En esa época se concebía que dicho pueblo podía ser un supuesto grupo étnico racialmente homogéneo y con tradiciones uniformes, al que se llamó «raza aria». Aunque esa propuesta no se basaba en un trabajo estrictamente científico ni parece correctamente asentada, rápidamente dio lugar a interpretaciones racistas de la «mentalidad aria», que supuestamente contrastaría con la mentalidad de los semitas, que a su vez hablarían otro grupo de lenguas. 
A principios del siglo XX, el filólogo germanista Gustaf Kossinna, tratando de unir las teorías lingüísticas con las raciales que caracterizaban a los indoeuropeos como dolicocéfalos rubios, afirmó que su origen era el norte de Alemania. Poco después, el prehistoriador australiano Vere Gordon Childe publicó un libro titulado Los Arios, nombre con el que denominó al supuesto pueblo indoeuropeo primigenio. 
El término ario proviene del sánscrito arya ‘noble’, y los reyes persas como Darío el Grande —que eran indoeuropeos— se llamaban a sí mismos arios. En 1926, cuando apareció el tomo de Childe, que era marxista, se estaba gestando el movimiento nacional-socialista. Para desolación de su autor, el abuso y utilización política de esa hipótesis intelectual condujo al racismo que fundamentó parte de la ideología del nazismo alemán.
Hoy en día la hipótesis de que los pueblos protoindoeuropeos se desarrollaron en territorio alemán ha sido completamente abandonada, y se considera simplista que su sociedad fuera similar a las descripciones de Childe de la «sociedad aria». La genética igualmente ha contribuido a desacreditar estas ideas iniciales. Las similitudes entre diferentes pueblos indoeuropeos a nivel cultural, religioso y lingüístico no implican la existencia de una raza homogénea, por ende, el concepto indoeuropeo pertenecería a la lingüística y no a la genética de poblaciones.
Dicha corriente antropológica insiste en que, aunque puede considerarse la posibilidad de que existieran migraciones de pueblos indoeuropeos que difundieran rasgos culturales, entre otros la lengua, en un periodo de la Edad Antigua, y en un espacio que iría de la costa atlántica de Europa al norte de la India e Irán, sería impropio hablar de una única etnia indoeuropea originaria en la actualidad. 
Ello no resulta inconveniente para que otros arqueólogos, como la reputada Marija Gimbutas, sitúen los orígenes indoeuropeos en los asentamientos de hace casi siete milenios en las estepas de las riberas entre el curso medio e inferior del río Volga.

## Evidencias de la cultura indoeuropea

### Evidencias lingüísticas
La principal evidencia de la existencia de una lengua protoindoeuropea hablada por un grupo étnico concreto procede del vocabulario compartido por las lenguas indoeuropeas referente a la cultura material (tecnología, plantas y animales domésticos, instituciones culturales). La paleontología lingüística es la disciplina que trata de reconstruir aspectos parciales de la cultura de ciertos pueblos prehistóricos sobre la base de la comparación del vocabulario heredado de la protolengua común.
Con todo, la relación idiomática se considera corroborada. Desde principios del siglo XIX, numerosos lingüistas arribaron a la tesis de un tronco común repartido en diversas familias. Trabajando cada uno por su cuenta, dos investigadores, el danés Rasmus Christian Rask y el alemán Franz Bopp, llegaron a la misma conclusión, que hubo una sola lengua matriz en el área de expansión de los indoeuropeos.
Rask demostró la relación del islandés y las lenguas germánicas con el griego y el latín. Bopp demostró el parentesco entre algunas lenguas orientales, como el sánscrito de la India, con las occidentales griego y latín.
Bopp comparaba la gramática, mientras que los esfuerzos de Rask se centraron en la fonética. Entre ambos fundaron la Lingüística comparada y, tras ellos, a mediados del siglo XIX pudo asegurarse científicamente que todas las lenguas europeas modernas, salvo cinco —euskera, finés, estonio, húngaro y lapón, distintas por su léxico y por su estructura como lenguas— proceden de un idioma primigenio común, fuente asimismo de numerosas lenguas orientales. Este idioma fue llamado «indogermano» por sus primeros analistas, que eran alemanes, y después, respondiendo a su ámbito de difusión, indoeuropeo.
Basándose en la paleontología lingüística, se ha intentado averiguar cuál podría ser la cultura originaria de los indoeuropeos. Al principio se situó en la India, pero luego se demostró que el sánscrito era una lengua más reciente, y el origen se fue desplazando paulatinamente hacia el mar Báltico y el río Danubio. Más tarde se trabajó a partir del lenguaje y las palabras con raíces indoeuropeas, deduciendo que el paisaje por el que se movía aquel pueblo primigenio estaba integrado por una flora y fauna dominada por hayas y abedules, así como ciervos, caballos, lobos, osos, jabalíes y gansos, con frecuentes lluvias y tormentas, lo que descartaba la posibilidad de zonas climáticas excesivamente calurosas y secas para aquella cultura.

### Evidencias arqueológicas
La arqueología y el estudio de las religiones arcaicas revelan coincidencias entre sociedades muy alejadas que podrían ser consecuencia de una conquista del territorio por los pueblos indoeuropeos, con la consiguiente imposición de su cultura. En cambio, la gran diversidad cultural que se aprecia entre los pueblos indoeuropeos apunta la posibilidad de que su lengua y patrimonio se estableciera por contagio, sin desbancar las culturas originales, aunque las diferencias también pudieron surgir de la adaptación a los sucesivos territorios durante la expansión, resultando en variantes de una misma cultura indoeuropea.
Existen varias propuestas de identificación de antiguas culturas testimoniadas arqueológicamente con los posibles hablantes indoeuropeos. Sobre la zona, la época y el pueblo donde surgió el idioma matriz, han existido diversas teorías, basándose en la arqueología.
Una hipótesis que ha gozado de mucha popularidad es la hipótesis de los kurganes de Marija Gimbutas que identifica el origen en la cultura de los kurganes, situada en la estepa rusa y sur de Ucrania. La base de dicha identificación se basa en que la cultura material atribuible a los pueblos indoeuropeos a partir de las especulaciones de la paleontología lingüística es similar a la cultura material de los kurganes. Otras propuestas de identificación son las de Colin Renfrew y diversos autores como T. V. Gamkrelidze y V. V. Ivanov, que proponen identificaciones diferentes, desde la península anatolia. En cualquier caso, algunos de los rasgos culturales que se les atribuyen son la domesticación del caballo y el uso de carros, junto con la ganadería y la agricultura.

### Evidencias genéticas y arqueogenéticas
El genetista italiano L. L. Cavalli-Sforza llevó a cabo un análisis de componentes principales de la frecuencia de ciertos marcadores genéticos del ADN de los europeos, determinando que prácticamente toda la variación encontrada podía ser explicada a partir de cinco componentes principales. El tercer componente principal hayado por Cavalli-Sforza se asocia comúnmente a la expansión de pueblos con genética relacionada con pastores de la estepa occidental que parece probable hablaran algún tipo de lengua proto-indoeuropea.
Este tercer componente encontrado por primera vez por Cavalli-Sforza y posteriormente encontrado en la evidencias arqueogenéticas se superpuso a otros dos linajes arqueogenéticos, que son muy similares a los factores principales identificados por Cavalli-Sforza. El factor o componente principal más importante parece relacionado arqueológicamente con las fechas de la expansión de la agricultura neolítica en Europa hace entre 10 mil y 6 mil años. Este componente no muestra correlación con lo que probablemente pudo ser la expansión de las lenguas indoeuropeas en el continente y está asociado al linaje arqueogenético asociado a los primeros agricultores europeos. El segundo componente muestra un gradiente norte-sur; Cavalli-Sforza especuló con que pudiera estar relacionado con expansión de pueblos urálicos, aunque actualmente se interpreta como el gradiente asociado a las regiones donde las poblaciones europeas descendientes del mesolítico sobrevivieron en mayor medida y, por tanto, este componente se asocia con el linaje arqueogenético asociado a los Cazadores-recolectores occidentales.

## Cultura material de los protoindoeuropeos
El léxico reconstruido del protoindoeuropeo tiene términos para la mayoría de objetos conocidos por los pueblos de Europa central en la Edad del Cobre que vivían lejos de la costa. A partir de un análisis preciso de la distribución de ciertos animales y plantas, y un listado de objetos presentes en su cultural material, se ha intentado ubicar sobre el mapa el origen de los protoindoeuropeos. Sin embargo, actualmente existen diferentes propuestas incompatibles entre sí y a su vez compatibles con la evidencia lingüística disponible, lo que sugiere que la paleontología lingüística por sí misma no puede resolver adecuadamente la cuestión del origen de los indoeuropeos.

### Tecnología
La evidencia de las lenguas indoeuropeas sugieren que los hablantes de protoindoeuropeo conocían al menos un metal (*h2éyos) y conocían el cultivo de cereales. No existen demasiados términos comunes para conceptos marineros o de navegación, lo cual sugiere que se trató de una cultura que vivía en el interior del continente. Sí se conocen los términos para rueda (*kweklos) y para carros tirados por animales (*wegh-)  Además de tener léxico relacionado con tareas agrícolas, existe un gran número de evidencias de sobre las técnicas textiles, siendo dos tejidos bien reflejados en el léxico la lana (*wlh2nā) y el lino (*linom) y la confección de vestidos (*wes-, *drap-).

### Domesticación de animales
El protoindoeuropeo cuenta con términos para denotar al ganado bovino: *gwow- 'vaca, buey' y *tauros 'toro' y al ganado ovino: *h2owi-. También conocían los caballos (*ekwos 'caballo') y los cerdos (para los que existen la denominaciones *porkos y *suw-). Además conocían animales salvajes como el oso (*h2rtkos > *h2rtkos 'oso') y el lobo (*wlkwos 'lobo').
Los animales domésticos europeos descienden de:
- el ganado vacuno de los uros o auroch. Las vacas europeas son en general más robustas y producen más leche que las asiáticas y las africanas.
- el ganado porcino de jabalíes (sus scrofa). Los cerdos europeos son en su mayoría alargados en comparación con otras razas de cuerpo más corto. La mayoría son blancas o rosadas, con algunas excepciones como el cerdo ibérico.
- el ganado ovino del muflón (ovis musimon). Las ovejas europeas no presentan acumulación de grasa en el rabo, dan bastante lana y menos leche que otras razas de Asia.

### Léxico doméstico
El léxico doméstico incluye la raíz *dem- / *dom- ‘conjunto de familiares’, ‘casa’, del que deriva el hitita pam ‘casa’, latín domus y el griego demos ‘pueblo’ e incluso ‘déspota’ de *dems-potis ‘señor de la casa’. Se ha señalado que la organización política podría basarse en clanes, que compartirían un conjunto de casas woikos (latín vīcus, griego oikos).

## Instituciones culturales protoindoeuropeas

### Religión
El léxico reconstruido sugiere que uno de los dioses o fuerzas naturales divinizadas más importantes en la cultura de los antiguos indoeuropeos era un ‘Dios padre’ del cielo *dyeus patēr(< *dyews ph2ter). Esta expresión sobrevive tanto a través del griego Zdeus (<*dyeus), como a través del latín Iu-piter (*dyeus patēr). De hecho la palabra para el resplandor del día y dios derivan de la misma raíz (*dyw-).
Además, la comparación entre los dioses de las diversas mitologías de pueblos indoeuropeos, sugiere que se habría tratado de una religión politeísta encabezada por una trinidad de dioses supremos.

### Organización social
Entre los términos reconstruidos está la raíz *rēg- (< *h3rēg-) interpretado como ‘rey’, aunque la raíz originalmente podría haber significado simplemente ‘gobernante’ o bien ‘poder’, ‘fuerza’, ya que en sánscrito védico aparece esa acepción.
Entre los conceptos abstractos está el de *h2yw- ‘prosperidad’, ‘orden’, ‘ley’ que aparece en latín como iūs ‘ley humana’, en avéstico como yaoš ‘salud’, ‘prosperidad’ y en sánscrito āyu (nom.)/yós (gen.).

## Lenguas indoeuropeas
| Helénico (griego) Itálico (románico) Indoiranio Céltico Germánico | Armenio Báltico Eslavo Albanés Lenguas no-indoeuropeas |

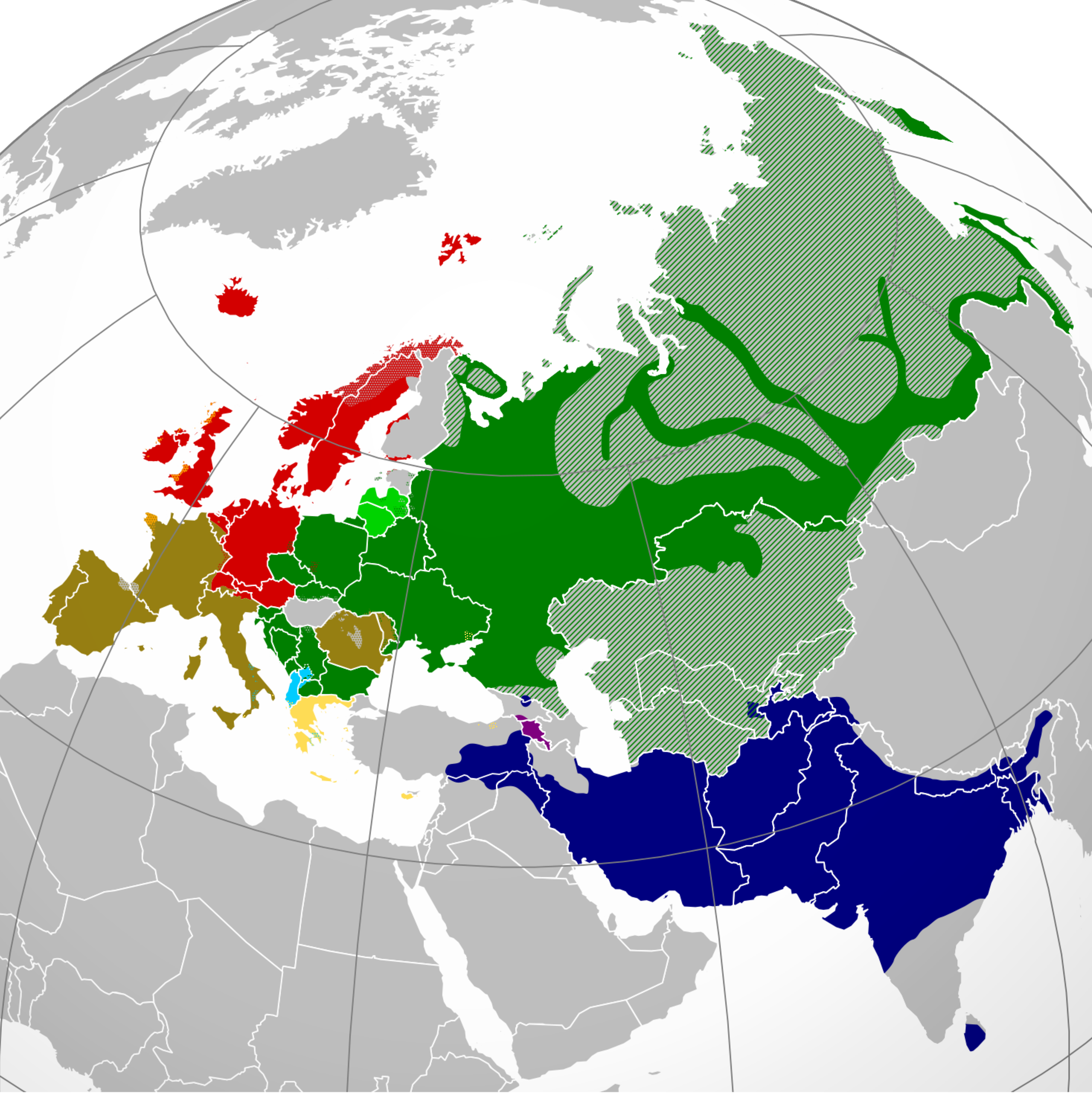
Distribución actual aproximada de las diferentes ramas de las lenguas indoeuropeas en Eurasia:
Helénico (griego)
Itálico (románico)
Indoiranio
Céltico
Germánico
Armenio
Báltico
Eslavo
Albanés
Lenguas no-indoeuropeas
Las áreas rayadas indican áreas multilingües.

La idea de un tronco común a las familias de lenguas indoeuropeas fue anticipada en el siglo XVIII y probada en a mayor parte de sus detalles en el siglo XIX, muy especialmente por los trabajos de Rasmus Christian Rask y Franz Bopp, que relacionaron en un tronco común las lenguas germánicas con las mediterráneas clásicas a través de la gramática, así como con las lenguas indo-iranias por estudios sobre la fonética, especialmente en el nombre de sus respectivos dioses. Dicha tesis viene además avalada por los estudios del experto en religiones comparadas Georges Dumézil, especialmente tras el descubrimiento del Juramento de Mattiwaza, tratado de paz entre el reino Mitanio y el imperio Hitita, en el que se ponen por testigos tanto a los dioses hititas, sirios y babilonios, como a los dioses indoiranios (Mitra, Indra, etc.).
Por otra parte, según los eruditos más escépticos a la hipótesis indoeuropea, las principales divisiones dentro de la familia de lenguas indoeuropeas se remontan a variedades dialectales mutuamente inteligibles o cuasi-inteligibles que existían en el último período indoeuropeo. Esto se refleja en el hecho de que, varias de las ramas o subfamilias indoeuropeas comparten isoglosas comunes incompatibles con un modelo de árbol genealógico. Así el protobalto, el protocéltico, el protoeslavo y el protogermánico comparten ciertos rasgos, que los diferencian de otras ramas de la familia, aun cuando probablemente nunca existiera un tronco común y anterior a los idiomas bálticos, eslavos y germánicos[cita requerida].
Las innovaciones comunes a ramas diferentes del indoeuropeo, sugieren que la situación precedente a la diversificación de las lenguas indoeuropeas, era la de un conjunto de dialectos en los que ocasionalmente una innovación o cambio fonético traspasaba las fronteras dialectales y se producía también en los dialectos adyacentes[cita requerida].
Si se toma en consideración la existencia de innovaciones que afectaron a dos ramas: proto-A y proto-B, sin que ello presuponga que existió un proto-AB permite explicar las similitudes entre lenguas itálicas sin presuponer la existencia de un protoitálico, o las similitudes entre lenguas eslavas y bálticas sin presuponer la existencia de un protobaltoeslavo[cita requerida].

## Tesis de los Kurganes

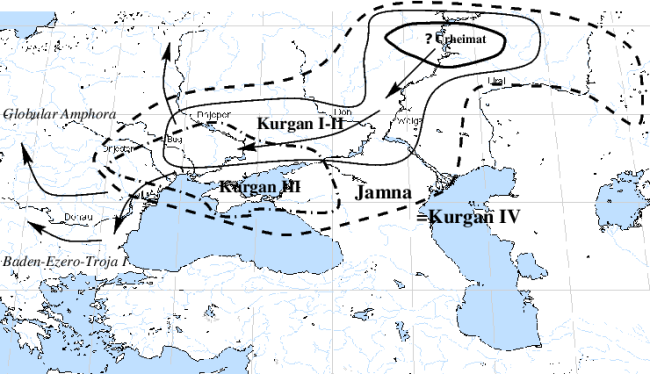
Perspectiva de la hipótesis de los kurganes.

Aunque no ha podido ser verificada por la historiografía, se trata de una de las teorías más completas y documentadas sobre el origen y expansión de los indoeuropeos, así como de sus rasgos culturales y el mundo que vivían.
Después de haber trabajado como arqueóloga en las estepas ucranianas, Marija Gimbutas desarrolló una teoría completa sobre el origen, desarrollo y evolución de los pueblos indoeuropeos, cuyo origen creyó haber encontrado en la zona que excavó, datada hacia los milenios vi-v a. C.
Lo llamó «Cultura de los Kurganes», por el nombre que se le da a los túmulos o sepulturas antiguas en la región.
Los pueblos de los kurganes habrían desarrollado la movilidad necesaria para ocupar vastas zonas a partir de su maestría en la equitación y su conocimiento y uso de los carros, vehículos que a menudo suelen aparecer enteros o desmontados bajo los túmulos.
El proceso de expansión de ese pueblo nómada o seminómada se habría desarrollado a lo largo de milenios, unas veces a partir de migraciones en masa y otras veces a través de estaciones u ocupaciones intermedias.
De acuerdo a Gimbutas, desde su hogar original —las estepas al sur del río Volga— los indoeuropeos habrían traspasado las montañas del Cáucaso hacia el sudeste, pasando sucesivamente a Irán, Mesopotamia y la India, donde llegaron en el siglo XX a. C.; en ese viaje hacia el este se forjaron el idioma sánscrito, el kurdo, y la lengua de los persas. Otra rama alcanzó la península de Anatolia, donde floreció la cultura hitita, cuya lengua se ha descifrado por analogía con las europeas.
La ocupación de Europa por los indoeuropeos debió de hacerse en varias oleadas a partir del siglo XXXIV a. C., según Gimbutas. Una de ellas habría ocupado la región de los montes Balcanes y Grecia hacia 2700 a. C., mientras que otra rama subía al norte, hacia Escandinavia y el mar Báltico.
A su vez, los pueblos indoeuropeos que se asentaron en Europa Central habrían constituido el grupo que luego se diferenciaría en celtas, itálicos y armenios, entre otros.
Algunos de estos pueblos, unidos por lazos lingüísticos y tal vez culturales, prosperaron y siguen vivos en nosotros, en nuestra lengua, leyes y filosofía, como los latinos o los helenos. Otros, como los hititas, florecieron durante varios siglos y luego desaparecieron.

### Europa antes de los indoeuropeos, según la tesis de los Kurganes
El aspecto más interesante de la tesis de Gimbutas es su idea de los pueblos que había en Europa antes de las invasiones indoeuropeas, entre los milenios vi-iv a. C.
Según ella, ocupaba el subcontinente un conjunto de sociedades agrícolas —los indoeuropeos eran mayoritariamente ganaderos—, relativamente pacíficas e igualitarias, en las que las mujeres tenían un papel predominante —frente al patriarcado y la sociedad aristocrática propia de los indoeuropeos—. 
No serían muy hábiles en la guerra, y escogían llanuras fértiles para asentarse, y no lugares elevados de difícil acceso, como en cambio sí hacían los indoeuropeos. 
Tendrían un profundo sentido religioso, rendían culto a la Diosa Madre —frente al Dios Padre indoeuropeo y semítico— y, al parecer, inventaron alguna forma de escritura en épocas tan remotas como el milenio v a. C.
Pero no conocían el bronce con el que los indoeuropeos forjaban sus armas, y sucumbieron a su empuje, no sin antes mezclarse con ellos en una proporción indeterminada.